# Diocesi di Lugura
La diocesi di Lugura (in latino: Dioecesis Lugurensis) è una sede soppressa e sede titolare della Chiesa cattolica.

## Storia
Lugura, forse identificabile con Aïn-Laoura nell'odierna Algeria, è un'antica sede episcopale della provincia romana di Numidia.
Unico vescovo noto di questa diocesi africana è Donato, il cui nome appare all'82º posto nella lista dei vescovi della Numidia convocati a Cartagine dal re vandalo Unerico nel 484; Donato era già deceduto all'epoca della redazione di questa lista.
Dal 1933 Lugura è annoverata tra le sedi vescovili titolari della Chiesa cattolica; dal 28 ottobre 2017 il vescovo titolare è Maximino Martínez Miranda, vescovo ausiliare di Toluca.

## Cronotassi

### Vescovi residenti
- Donato † (prima del 484)

### Vescovi titolari
- Alfredo Caselle † (24 agosto 1965 - 24 settembre 1965 deceduto)
- Joseph Louis Bernardin † (9 marzo 1966 - 21 novembre 1972 nominato arcivescovo di Cincinnati)
- Max Georg von Twickel † (18 gennaio 1973 - 28 novembre 2013 deceduto)
- José Augusto Traquina Maria (17 aprile 2014 - 7 ottobre 2017 nominato vescovo di Santarém)
- Maximino Martínez Miranda, dal 28 ottobre 2017